# Al-Aqiser
Al-Aqiser (arabsko الأقيصر, dob. 'majhna palača') je arheološko najdišče v Ajn al-Tamru blizu Karbale v Iraku ter mesto domnevno najstarejše vzhodne krščanske cerkve. Do nedavnega so ga uporabljali pripadniki Kaldejske katoliške cerkve. Najdišče je trenutno zanemarjeno in erodirano.

## Opis
Cezarjeva cerkev je starodavna cerkev, ki stoji 70 km v osrčju zahodne puščave v guvernatu Karbala, v okrožju Ain Tamr in 5 km stran od trdnjave Al-Ukhaydir. Njena gradnja sega v 5. stoletje našega štetja in se odlikuje po prisotnosti aramejskih zapisov, poleg dejstva, da je oltar obrnjen proti Jeruzalemu.
Poimenovanje tega kraja kot Al-Uqaysar je posledica pomanjšanja besede palača, saj je bilo to območje in njegova okolica znano po obilici visokih stavb, ki so jih imenovali palače, kot so (palača Al-Ukhaidir, palača Bardawil in Šimonova palača), zato so ji dali to ime lokalni prebivalci, ki so mislili, da se ne razlikuje od drugih stavb. Imenovali so jo Qasir ali Qasr, medtem ko nekateri zgodovinarji menijo, da je ime prišlo od (majhna palača).
Raziskave, ostanki in zgodovinski viri kažejo, da so to cerkev zgradili krščanski uporniki proti bizantinski cerkvi iz nestorijanske sekte, ki so svojo varnost in izvajali svobodo svojih obredov in čaščenja našli pod Lakmidsko državo Manatira (268-633 n. št.), ki so bili vazali Sasanidskega cesarstva. V tistem obdobju je cvetelo nestorijanstvo, k temu pa so pripomogli tudi sasanidski duhovniki, ki so to sekto pozdravljali, saj so njihovi nasprotniki Rimljani sprejeli pravoslavno vero.
Gradnja cerkve sega v 3. stoletje našega štetja, to je v času vladavine prvega kralja Lakmida Manadhirija, Amr ibn Adija (268-295 n. št.). Ima pravokotno obliko in vhod z zahodne strani, medtem ko je vzhodna stran vsebovala prostor s kupolo na vrhu. Južno od nje pa je majhen vhod, ki vodi v tri prostore, od katerih je bil eden za krstne obrede, druga dva pa sta tvorila diakonovo hišo.
Na stenah cerkve so še vedno sledi aramejske pisave, oltar pa je obrnjen proti Jeruzalemu in je višji od preostalega cerkvenega poda. Skupna površina kompleksa vključno z grobnicami, stolpi, samostanom in zakladnico znaša približno štiri tisoč kvadratnih metrov. Obstaja še ena cerkev, ki je bila odkrita zunaj obzidja cerkve Al-Aqsar. Ta cerkev je posvečena pogrebnim obredom kristjanov. V bližini je bilo odkritih več deset grobov. Cerkev naj bi verniki obiskovali v božičnem času še dolgo zatem, ko je cerkev izgubila ostrešje.